# Traités START
Pour les articles homonymes, voir Start.
Traité sur les forces armées conventionnelles en Europe (1990) Traité Ciel ouvert (1992)
Les traités START (de l'anglais Strategic Arms Reduction Treaty, litt. « traité de réduction des armes stratégiques ») sont trois traités de maîtrise des armements négociés entre les États-Unis et l'Union soviétique puis la Russie dans les années 1990.
Trois traités successifs sont négociés :
- START I, signé le 31 juillet 1991 par les présidents George H. W. Bush et Mikhaïl Gorbatchev quelques mois seulement avant la dislocation finale de l'Union soviétique. Ce traité entre en vigueur le 5 décembre 1994 ;
- START II, signé le 3 janvier 1993 par les présidents George H. W. Bush et Boris Eltsine dont la ratification est retardée jusqu'au 14 avril 2000 en raison de désaccords entre les deux États ; bien que ratifié, le traité n'entre pas en vigueur, les deux États signataires s'accordant alors sur la signature du traité SORT de désarmement stratégique ;
- START III, négocié sur la base d'un accord préliminaire intervenu entre les présidents Bill Clinton et Boris Eltsine à Helsinki les 21 et 22 mars 1997 pour réduire les plafonds autorisés par START II, mais qui ne déboucha pas sur un traité.

Le nom complet du traité START I est en anglais Treaty Between the United States of America and the Union of Soviet Socialist Republics on the Reduction and Limitation of Strategic Offensive Arms, abrégé en Strategic arms reduction treaty, ou START.
Entré en vigueur le 5 décembre 1994 pour une durée de quinze ans, il expire fin 2009. Il est remplacé, avec un retard de quelques mois, par le traité traité New START de réduction des armements stratégiques.

## STARTI

### Contexte international et stratégique
| Sigle     | Année signature | Année ratification          |
| --------- | --------------- | --------------------------- |
| SALT I    | 1972            | 1972                        |
| SALT II   | 1979            | ❌                          |
| INF       | 1987            | 1988                        |
| START I   | 1991            | 1994                        |
| START II  | 1993            | 1996 États-Unis 2000 Russie |
| SORT      | 2002            | 2003                        |
| New START | 2010            | 2011                        |

START fait suite aux traités SALT de limitation des armements stratégiques, signés par les deux mêmes pays en 1972 et 1979, qui fixaient aux armes stratégiques offensives des plafonds supérieurs aux niveaux que celles-ci avaient atteints : ils autorisaient donc leur développement, mais limité. STARt vise quant à lui à la réduction de ces armes.

### Négociation, signature et ratification du traité
Le premier traité, START I, est signé en juillet 1991 et entre en vigueur en décembre 1994. Il expire le 5 décembre 2009 sans que les deux superpuissances aient conclu leurs négociations. Il a donc été reconduit temporairement.
Mais Sort semble controversé par rapport à ce que proposait START car il laisse la possibilité de stocker les têtes non déployées. Le traité New START est finalement signé le 8 avril 2010 à Prague, toujours entre la fédération de Russie et les États-Unis.

### Armes concernées et plafonds prévus
Le traité START I définit des plafonds relatifs au nombre de lanceurs et de têtes nucléaires qui doivent être atteints selon un calendrier en trois phases, respectivement trois ans, cinq ans et sept ans après son entrée en vigueur.
| Plafonds autorisés par START I                                | Plafonds autorisés par START I                | Phase 1         | Phase 2         | Phase 3         |
| ------------------------------------------------------------- | --------------------------------------------- | --------------- | --------------- | --------------- |
| Délai depuis date entrée en vigueur                           | Délai depuis date entrée en vigueur           | 3 ans           | 5 ans           | 7 ans           |
| Date                                                          | Date                                          | 5 décembre 1997 | 5 décembre 1999 | 5 décembre 2001 |
| Plafond sur le nombre de lanceurs (ICBM, SLBM et bombardiers) | Limite globale                                | 2 100           | 1 900           | 1 600           |
| Plafond sur le nombre de lanceurs (ICBM, SLBM et bombardiers) | dont ICBM lourds                              | _               | _               | 154             |
| Plafond sur les têtes nucléaires déployées                    | Limite globale                                | 9 150           | 7 950           | 6 000           |
| Plafond sur les têtes nucléaires déployées                    | dont ICBM et SLBM                             | 8 150           | 6 750           | 4 900           |
| Plafond sur les têtes nucléaires déployées                    | dont ICBM mobile                              | _               | _               | 1 100           |
| Plafond sur les têtes nucléaires déployées                    | dont ICBM lourd                               | _               | _               | 1 540           |
| Plafond sur la capacité d'emport des lanceurs                 | Plafond sur la capacité d'emport des lanceurs | _               | _               | 3 600 tonnes    |

### Application du traité et plafonds atteints
Les États-Unis et l'Union soviétique fournissent en septembre 1990 un inventaire détaillé de leur arsenal nucléaire,. Cet inventaire est la base de référence initiale. Ensuite, chaque partie fournit tous les six mois des données d'inventaire actualisées qui permettent de suivre la marche vers les plafonds fixés, phase par phase, par le traité.
Dans une déclaration de son ministère des Affaires étrangères en date du 5 décembre 2001, la Russie annonce être en complète conformité avec le traité, pour avoir réduit à 1 136 le nombre de ses lanceurs et à 5 518 le nombre de ses têtes nucléaires. Les États-Unis déclarent être également en pleine conformité avec le traité.
Le tableau figurant ci-dessous fournit les plafonds cibles autorisés par le traité, et pour chaque partie : l'inventaire de départ de septembre 1990 et le statut actualisé en 2001, 2008 et 2009,,.
| Date                                                                 | ICBM, SLBM et bombardiers lourds | ICBM lourds | Ogives (ICBM, SLBM et bombardiers lourds) | Ogives (ICBM et SLBM) | Ogives (ICBM sur lanceurs mobiles) | Ogives (ICBM lourds) | Puissance (ICBM et SLBM) (Mt) |
| -------------------------------------------------------------------- | -------------------------------- | ----------- | ----------------------------------------- | --------------------- | ---------------------------------- | -------------------- | ----------------------------- |
| Limites imposées par START I (dans un délai de 7 ans, soit fin 2001) |                                  |             |                                           |                       |                                    |                      |                               |
| Plafond autorisé décembre 2001                                       | 1 600                            | 154         | 6 000                                     | 4 900                 | 1 100                              | 1 540                | 3 600                         |
| États-Unis                                                           |                                  |             |                                           |                       |                                    |                      |                               |
| Septembre 1990                                                       | 2 246                            | 0           | 10 563                                    | 8 210                 | 0                                  | 0                    | 2 361,3                       |
| Juillet 2001                                                         | 1 299                            | 0           | 7 013                                     | 5 695                 | 0                                  | 0                    |                               |
| Janvier 2008                                                         | 1 225                            | 0           | 5 914                                     | 4 816                 | 0                                  | 0                    | 1 826,1                       |
| Juillet 2009                                                         | 1 188                            | 0           | 5 916                                     | 4 864                 | 0                                  | 0                    | 1 857,3                       |
| Union soviétique / Russie                                            |                                  |             |                                           |                       |                                    |                      |                               |
| Septembre 1990                                                       | 2 500                            | 308         | 10 271                                    | 9 416                 | 618                                | 3 080                | 6 626,3                       |
| Juillet 2001                                                         | 1 198                            | 166         | 5 858                                     | 5 232                 | 720                                | 1 660                |                               |
| Janvier 2008                                                         | 848                              | 104         | 4 147                                     | 3 515                 | 207                                | 1 040                | 2 373,5                       |
| Juillet 2009                                                         | 809                              | 104         | 3 897                                     | 3 289                 | 191                                | 1 040                | 2 297,0                       |

Dans les années 2008-2009, les arsenaux nucléaires des États-Unis et de la Russie sont sensiblement inférieurs aux plafonds autorisés.

### Modalités de vérification du respect du traité

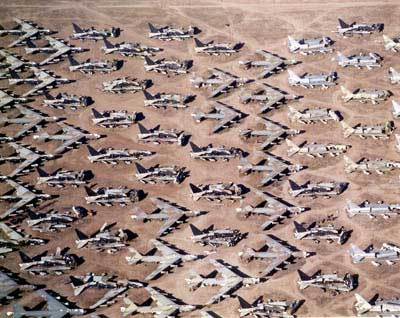
B-52 détruits à la suite du traité de réduction des armes stratégiques.

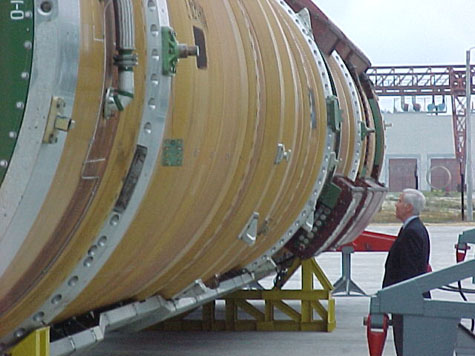
SS-18 avant sa destruction, inspecté par le sénateur américain Richard Lugar.

Pour vérifier la conformité au traité START, chaque partie surveille le nombre et l’emplacement des missiles balistiques, des lanceurs et des bombardiers lourds déployés par l’autre partie. Pour atteindre cet objectif, les mesures de vérification suivantes sont prévues :
- établir le nombre et l'emplacement des missiles balistiques déployés et stockés et des bombardiers déployés au moment de l'entrée en vigueur du traité ;
- confirmer les caractéristiques techniques des types d’armes existants, suivre les essais en vol de missiles balistiques pour en déterminer les caractéristiques ;
- suivre les ajouts et soustractions de missiles balistiques et de bombardiers lourds déployés après l’entrée en vigueur du traité, conformément aux règles du traité ;
- contrôler que les missiles et les bombardiers sont déployés avec le nombre et le type d'ogives autorisés par la base de données START.

Chaque partie utilise ses moyens propres, comme les satellites de reconnaissance, pour collecter les informations qui lui sont nécessaires. En complément, le traité prévoit aussi des échanges d'informations et des inspections sur site.

### Expiration et remplacement par New START
Le traité START I devait expirer le 5 décembre 2009 mais il a été reconduit temporairement, jusqu'à la signature par le président des États-Unis Barack Obama et le président de la fédération de Russie Dmitri Medvedev le 8 avril 2010 du traité New START. Celui-ci remplace également le traité SORT.

## STARTII

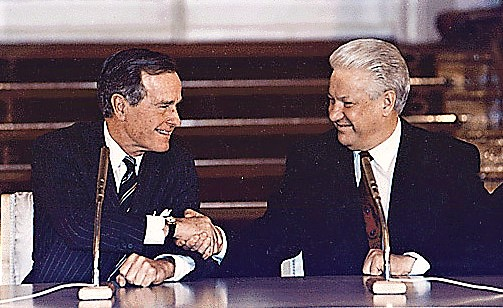
Signature du traité START II le 3 janvier 1993.

À la chute de l'Union soviétique, c'est avec la fédération de Russie que les États-Unis signent START II en 1993. START II est ratifié par les États-Unis en 1996 et par la Russie en 2000, le parlement russe ayant retardé sa ratification en signe de protestation contre les bombardements de l'Otan sur la Yougoslavie.
START II complète sans le remplacer entièrement le traité START I dont les clauses demeurent valables si elles ne sont pas explicitement modifiées. START II prévoit une nouvelle réduction du nombre de têtes nucléaires stratégiques en deux phases, au terme desquelles chaque partie ne devra pas en posséder plus de 3 000 à 3 500 au lieu de 6 000.
START II n'a jamais été appliqué, la Russie voulant d'abord que les Américains s'engagent à maintenir en vigueur le traité ABM. Finalement, START II est rendu obsolète par les annonces de réduction du nombre de têtes nucléaires dans une fourchette comprise entre 1 700 et 2 200 faites par les présidents russe et américain, Vladimir Poutine et George W. Bush, au cours de leur sommet du 12 novembre 2001 ; ces annonces débouchent en mai 2002 par la signature du traité SORT.

## STARTIII
START III devait limiter encore plus les arsenaux d'armes nucléaires déployés par la fédération de Russie et les États-Unis et à poursuivre les efforts de réduction des armes qui avaient eu lieu lors des négociations START I et START II. Le cadre des négociations du traité a commencé par des entretiens à Helsinki entre le président américain Bill Clinton et le président russe Boris Eltsine en 1997. Cependant, les négociations ont échoué et le traité n'a jamais été signé.